# ヴェスパシアーノ・ゴンザーガ

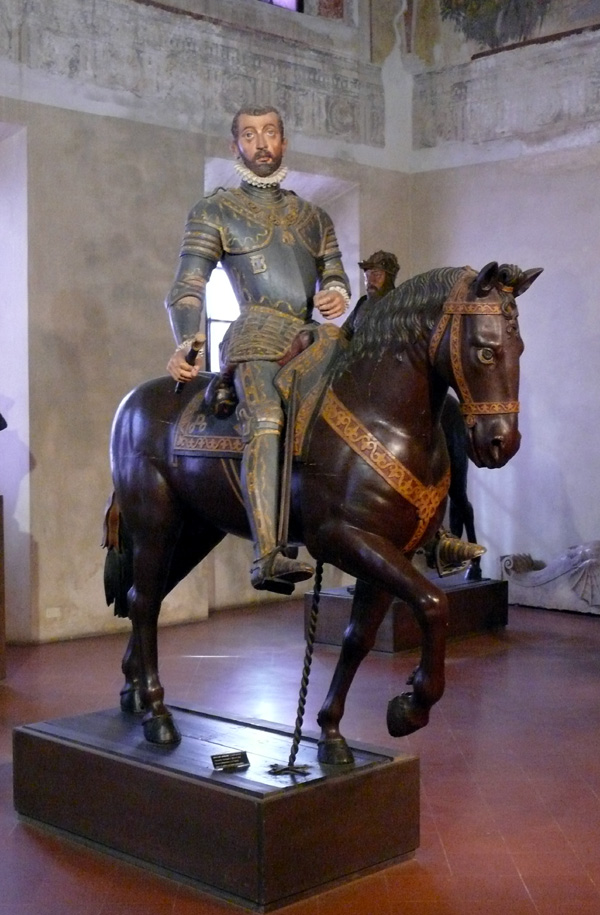
ヴェスパシアーノ・ゴンザーガ騎馬像、サッビオネータ公爵宮殿

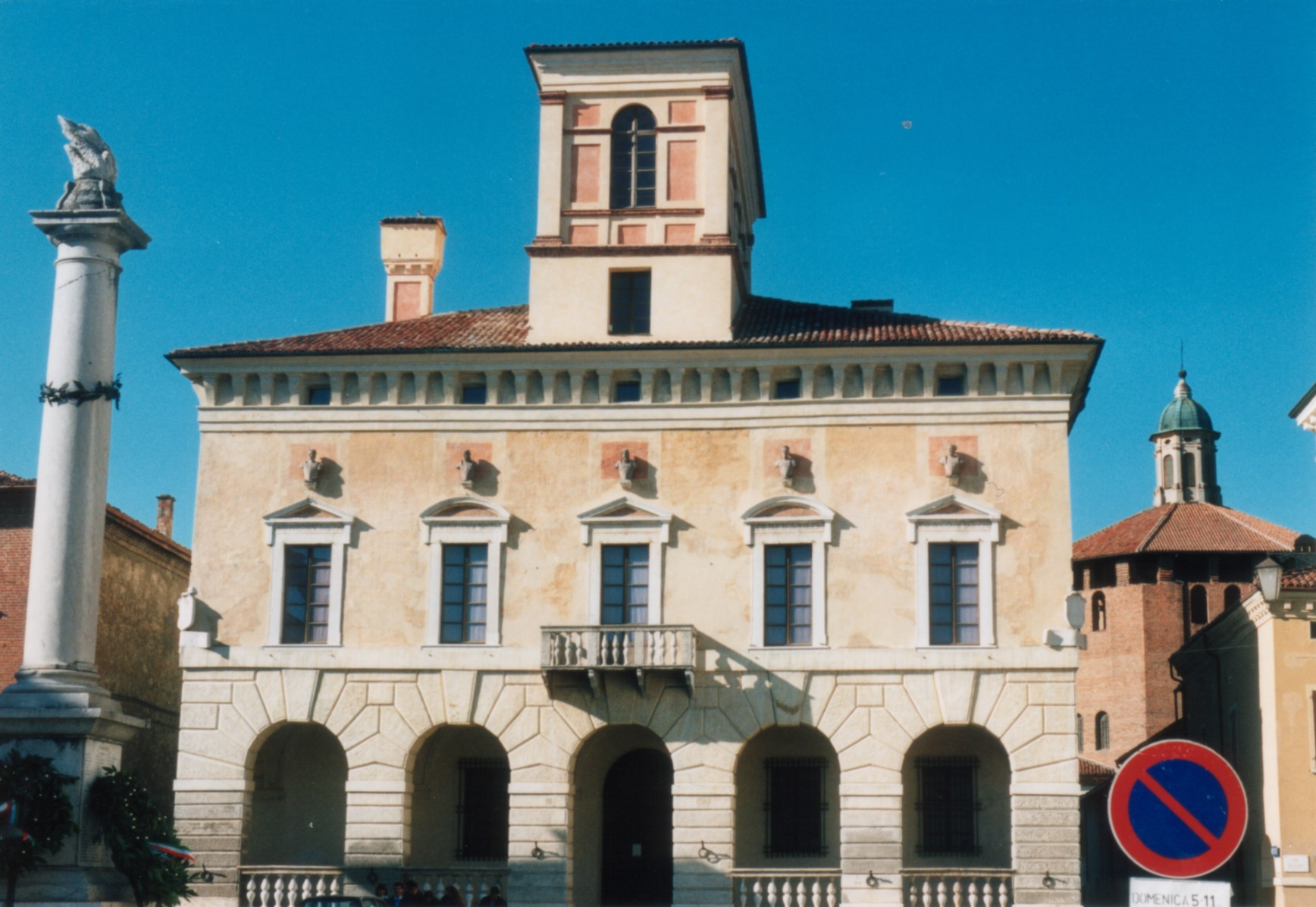
サッビオネータの公爵宮殿

サッビオネータ公ヴェスパシアーノ・ゴンザーガ（伊:Vespasiano Gonzaga, 1531年12月6日 - 1591年2月26/27日）は、イタリアの諸侯家門ゴンザーガ家傍系の貴族、傭兵隊長（コンドッティエーレ）。スペイン王フェリペ2世に仕えてナバラ副王（在任：1572年 - 1575年）、バレンシア副王（在任：1575年 - 1578年）を歴任した。要塞建設の第一人者で、副王在任中は任地の要塞建設を指揮した。また1554年から亡くなるまで、自らの建築学的理想を体現した城塞・居城都市サッビオネータを設計・建設した。

## 生涯
ルイジ・ゴンザーガとその妻イザベッラ・コロンナ（1513年 - 1570年）の間の一人息子として生まれた。マントヴァ侯フェデリーコ1世の次弟ジャンフランチェスコ・ゴンザーガに始まるサッビオネータ伯爵家の4代目当主である。生後1年で父を亡くし、母がスルモナ公フィリップ・ド・ラノワと再婚したため、父方の叔母ジュリア・ゴンザーガ（母方の継祖母でもある）に引き取られて養育され、叔母に高度な人文主義教育を施された。
1540年に祖父ルドヴィーコ・ゴンザーガが亡くなると家領を相続した。1541年にスペインのバリャドリッド宮廷に引き取られて王太子フェリペ（後のフェリペ2世）の小姓となり、3年間の宮廷生活を経て当時の最高水準の教養人の1人に育った。特に数学と建築学の造詣の深さは群を抜いており、これらの学識は後年の建設事業においてその価値を発揮することになる。ヴェスパシアーノはフェリペ王太子やその父親の神聖ローマ皇帝カール5世に非常に可愛がられ、1548年から1549年にかけてのフェリペのイタリア・ドイツ旅行にも随行した。
1558年にスペイン宮廷のグランデの特権を授けられた。サッビオネータ領主としての爵位は伯爵だったが、1565年に侯爵（Marchese）、1574年に公（Principe）、1577年に公爵（Duca）と順調に陞爵した。1585年に金羊毛騎士団の騎士に叙任された。
1551年から1552年にかけ、スペイン軍の一員としてオスマン帝国およびフランスとの戦争に従軍した。フランスとの戦闘において戦略家としての能力を発揮し、イタリアにおけるスペイン軍指揮官の1人となった。戦地から帰還し、1554年に初めて居城都市サッビオネータの建設に取り掛かった。翌1555年には戦線に戻り、アルバ公爵とともに、フランス、メディチ家（フィレンツェ）、エステ家（フェラーラ）と結んだ教皇パウルス4世と戦った。1559年にカトー・カンブレジ条約が締結されてフランスとの戦争（イタリア戦争）が終わると、サッビオネータに帰った。
その後、1572年から1575年にかけてナバラ副王を、1575年から1578年にかけてバレンシア副王を務めた。2度の副王在任中、ヴェスパシアーノは任地の都市改造や要塞化に尽力した。ナバラ副王時代はパンプローナおよびサン・セバスティアンの、バレンシア副王時代はアリカンテ、ペニスコラの城塞・要塞建設を指揮した。ヴェスパシアーノは要塞建設にサッビオネータで作り上げた建築の理想を適用した。
ヴェスパシアーノはマントヴァ南郊のサッビオネータにルネサンス建築の理想都市を築き上げた。1540年にこの地を祖父から相続した際は未成年だったため、所領の管理は本家筋のエルコレ・ゴンザーガ枢機卿およびグアスタッラ伯フェランテ・ゴンザーガに委ねられた。ヴェスパシアーノは最初の結婚を機にこの地に居城を構え、1554年より都市建設を開始した。建設にのめり込んだのは、最初の妻と死別して以降のことである。1562年には、領民に自分の築いた都市居住区への強制移住を行わせた。また同年、市内に哲学者マリオ・ニッツォーリを院長とする人文主義アカデミーを開校した。ヴェスパシアーノは自分の宮廷を学識者の集う場にしようと努め、この努力は実を結んで、当時のサッビオネータは「小アテネ（Piccola Atene）」と呼ばれていた。1577年、ヴェスパシアーノが皇帝ルドルフ2世によりサッビオネータ公爵に陞爵された際、サッビオネータは小規模ながら独立したサッビオネータ公国を形成した。
生涯に3度結婚し、最初の2人はスペイン人だった。1549年にディアナ・デ・カルドナと最初の結婚をし、妻方からシチリア島の大所領を相続する。ディアナは1559年に死去した。死因は脳溢血とされるが、実際には愛人との情事を戦地から帰ったヴェスパシアーノに見つけられ、監禁されて毒殺されたという噂が立った。1564年、バレンシア副王を務める第2代セゴルベ公爵アルフォンソ・デ・アラゴンの娘アナと再婚した。アラゴン王フェルナンド1世の玄孫でフェリペ2世王の遠縁にあたり、彼女との結婚はヴェスパシアーノの宮廷における地位を飛躍的に高めた。アナとは1567年に死別した。1582年、同族のグアスタッラ伯チェーザレ・ゴンザーガの娘マルゲリータと3度目の結婚をした。
1580年に後継ぎの息子ルイジを亡くし（ヴェスパシアーノが誤殺したと噂された）、気落ちして軍務から引退した。1591年、59歳で死去した。ヴェスパシアーノは晩年、死ぬまでサッビオネータの建設・拡大事業に専念したが、その死後に同市の重要性は失われた。

## 子女
2番目の妻アナ・デ・アラゴンとの間に3人の子女をもうけた。なお、長女と次女は同年生まれだが双子ではない。
- ジュリア（1565年）
- イザベッラ（1565年 - 1637年） - サッビオネータ女公、1584年にスティリアーノ公ルイジ・カラファと結婚
- ルイジ（1566年 - 1580年）

ヴェスパシアーノの直系子孫は、1689年に曾孫のニコラス・マリア・デ・グスマンの死とともに絶えた。サッビオネータ公領は一旦スペイン領に併合された後、1704年にグアスタッラ公爵家に与えられた。